# Daniel Bachmann

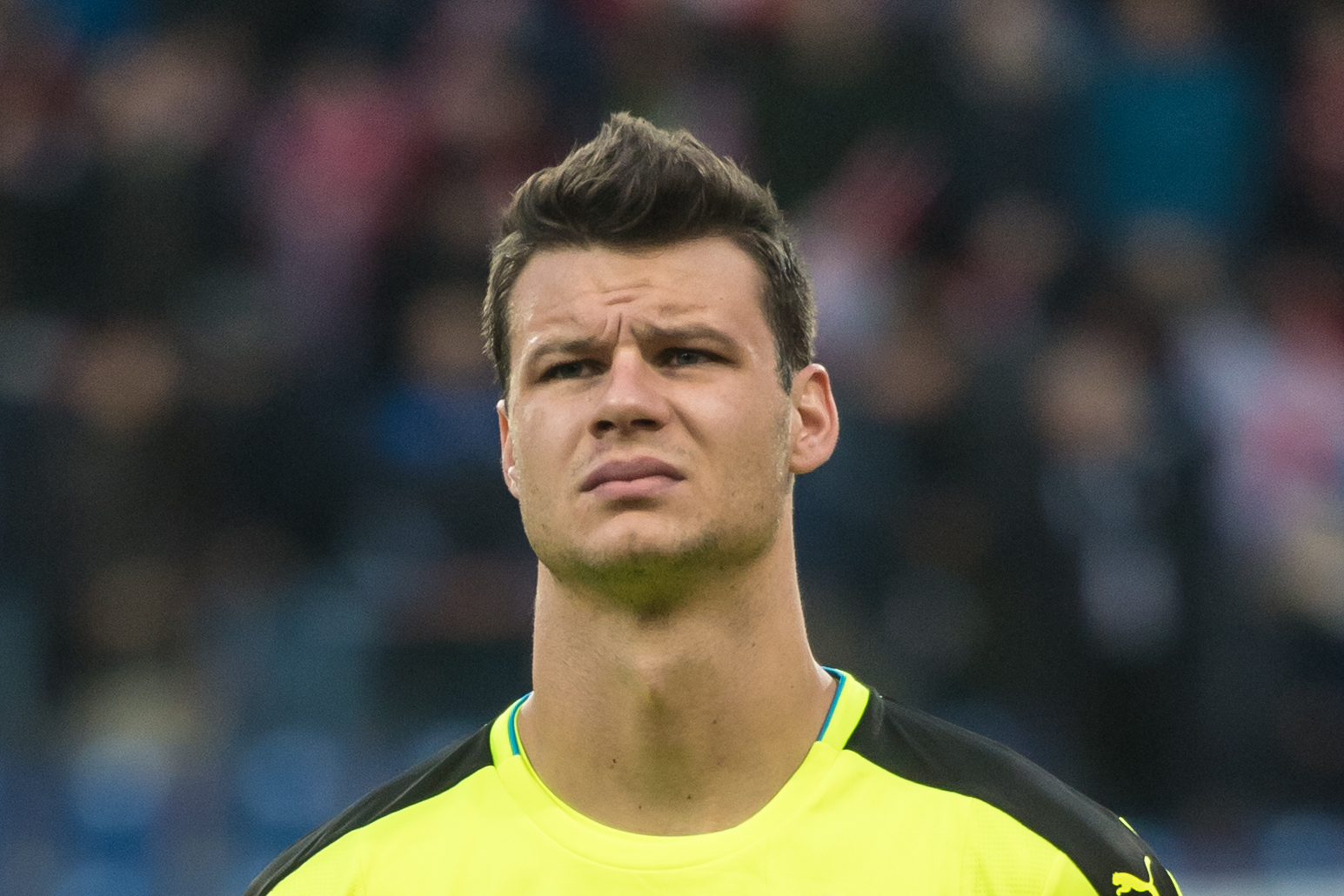
Daniel Bachmann

Daniel Bachmann (Wiener Neustadt - 9 de julho de 1994) é um futebolista profissional austríaco que joga como goleiro. Atualmente joga no Deportivo La Coruña, emprestado pelo Watford.

## Carreira
Bachmann começou sua carreira no Stoke City em 2011. Durante seu tempo no Stoke, ele ganhou experiência como titular ao ser emprestado ao Wrexham, ao time escocês de Ross County e Bury . Bachmann mudou-se para Watford em 2017 e passou a temporada 2018–19 emprestado em Kilmarnock .

### Stoke City
Ingressou no Stoke City, dos ingleses, proveniente do FK Austria Wien, no verão de 2011. Ele jogou com as equipes de sub-18 e sub-21 do Stoke e se juntou ao Wrexham do Conference Premier por empréstimo em 5 de agosto de 2014. Ele jogou 18 vezes pelos Dragões, que terminaram na 11ª posição, assinou uma extensão de contrato de um ano com Stoke em julho de 2016. Ele foi lançado pelo Stoke no final da temporada 2016–17.

### Watford
Em 1 de julho de 2017, a Bachmann assinou um contrato de três anos com a Watford .
Em 8 de agosto de 2018, Bachmann ingressou no Kilmarnock, da Premiership da Escócia, por um empréstimo de uma temporada. Ele fez sua estreia no Watford na temporada seguinte, jogando em um empate 3-3 contra o Tranmere Rovers na terceira rodada da Copa da Inglaterra.
Em 14 de março de 2017, ele foi convocado para a primeira equipe austríaca para jogos contra a Moldávia e a Finlândia . Em março de 2021, recebeu sua segunda convocação internacional para a seleção austríaca, antes das eliminatórias para a Copa do Mundo de 2022, em março, contra Escócia, Ilhas Faroé e Dinamarca . Ele fez sua estreia em 2 de junho de 2021, em um amistoso contra a Inglaterra.